# Höpfingen

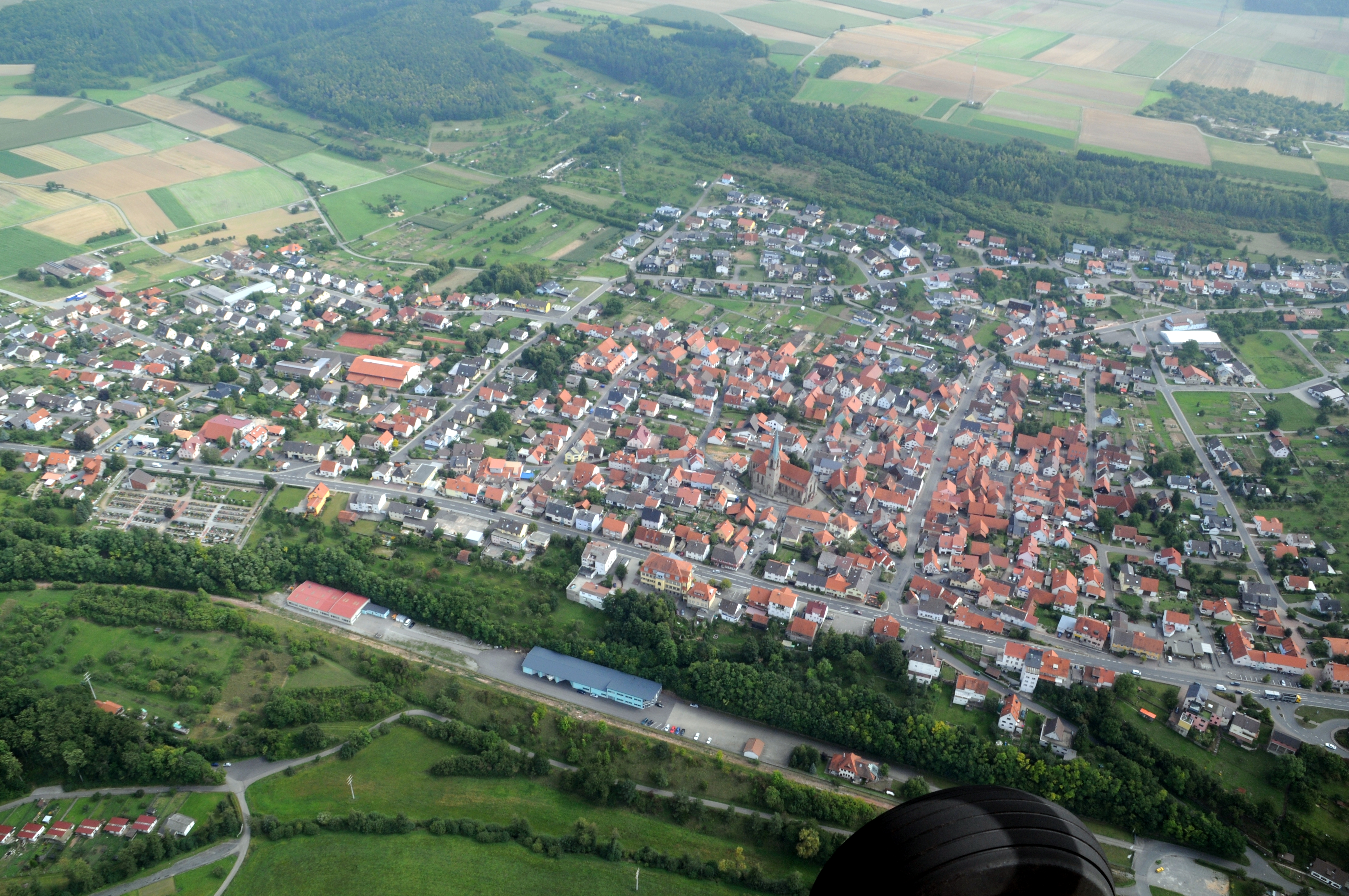
Luftbild 2008

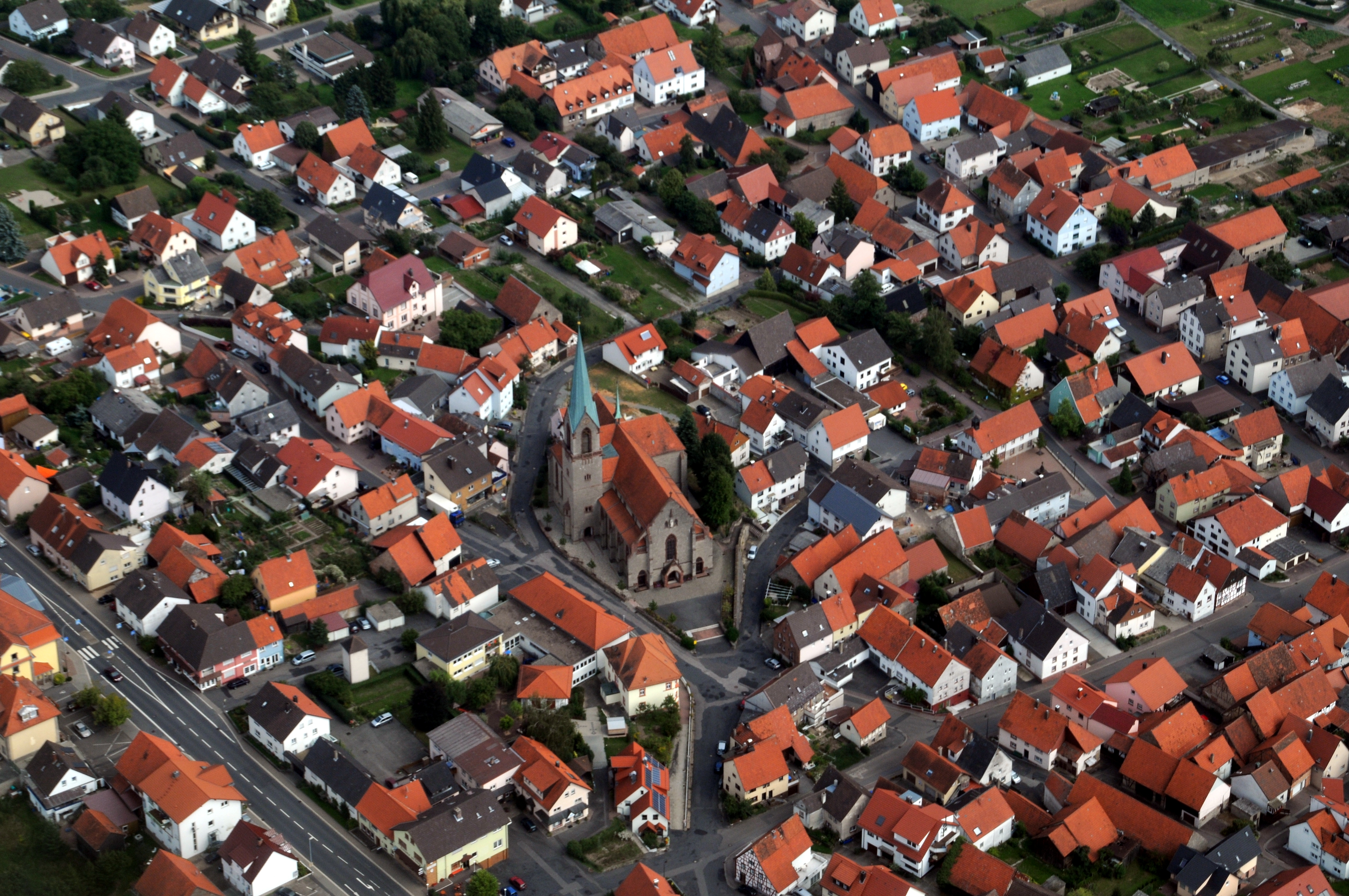
Luftbild 2008

Höpfingen ist eine Gemeinde im Neckar-Odenwald-Kreis in Baden-Württemberg. Sie gehört zur europäischen Metropolregion Rhein-Neckar. Die Gemeinde bildet mit den Nachbargemeinden Walldürn und Hardheim einen Gemeindeverwaltungsverband.

## Geographie

### Geographische Lage
Die Gemarkung liegt auf der Südostabdachung des hinteren Odenwalds und hat Anteil am nördlichen Bauland. Das Gemeindegebiet liegt teilweise im Naturpark Neckartal-Odenwald zwischen 308 und 446 Meter Höhe. Östlich ist Höpfingen von der Gemeinde Hardheim und westlich von der Stadt Walldürn umgeben.

### Gemeindegliederung
Zur Gemeinde Höpfingen gehört die ehemalige Gemeinde Waldstetten mit den Aussiedlerhöfen Fuchsenloch. Zu Höpfingen in den Grenzen von 1970 gehören der Weiler Schlempertshof, der Ort Ziegelei, die Häuser Sportplatz sowie die Aussiedlerhöfe Hohle Eiche und Eckwaldsiedlung. In der Gemeinde Höpfingen im Gebietsstand von 1970 liegen die jeweils nur durch Flurnamen belegten Wüstungen Neuer Haidenhof und Nonnenklösterlein.

## Geschichte
In einer im 13. Jahrhundert auf das Jahr 996 gefälschten Urkunde Kaisers Otto III. wird Höpfingen genannt. Abgesehen davon findet der Ort in den um 1100 erstellten Traditionsnotizen des Klosters Amorbach Erwähnung sowie im Jahr 1236 in einer Urkunde des Klosters Seligental.
Der größte Teil Höpfingens war im Mittelalter ein Lehen der Ritter von Hardheim. Nach Erlöschen dieses Rittergeschlechts im Jahre 1607 wurde das Dorf gemeinsam durch das Kurfürstentum Mainz und das Hochstift Würzburg verwaltet. Diese Gemeinschaftsverwaltung führte jedoch bald zu einem Rechtsstreit. Dieser endete 1656 durch einen Schiedsspruch des Reichskammergerichts, das den alleinigen Herrschaftsanspruch dem Fürstbischof von Würzburg zusprach. Nach Auflösung der kirchlichen Territorien als Folge der Säkularisation und Mediatisierung durch den Reichsdeputationshauptschluss wurde Höpfingen 1803 dem Fürstentum Leiningen zugeschlagen. Nach dessen Auflösung durch Unterzeichnung der Rheinbundakte am 12. Juli 1806 in Paris wurde die Gemeinde in das Großherzogtum Baden eingegliedert. In der kirchlichen Zugehörigkeit wechselte Höpfingen von der Diözese Würzburg zur Erzdiözese Freiburg.
Einziger Betrieb war bis in die 1950er Jahre im bis damals rein landwirtschaftlich geprägten Ort die Ziegelei Kaiser & Böhrer am Ortsausgang Richtung Hardheim. Das Werk hatte einen eigenen Gleisanschluss, der am Bahnhof Höpfingen an die Bahnstrecke Walldürn–Hardheim angebunden war.
Während des Zweiten Weltkrieges befand sich auf Höpfinger Gemarkung in der Nähe des Ortsteils Schlempertshof und in Sichtweite des Dorfes Dornberg ein Flugplatz der Wehrmacht, genannt „Fliegerhorst Dornberg“. Dieser besaß einen Gleisanschluss an der Bahnstrecke Walldürn–Hardheim. Er wurde Anfang 1945 von englischen und amerikanischen Jagdbombern zerstört. Nach dem Krieg wurde das Areal an einen Privatmann verkauft, der diesen aus Geldmangel 1949 an die amerikanische Militärregierung zurück verkaufte. Das Gelände wird heute wieder landwirtschaftlich genutzt. Gegen 18 Uhr des Karfreitags 1945 sprengten deutsche Soldaten einen von 4 Bunkern beim Schlempertshof, wobei sie auch die gesamte Munition und beinahe alle Baracken zerstörten, damit diese für die Amerikaner unbrauchbar waren.
Seit 1938 gehörte die Gemeinde zum Landkreis Buchen, der 1973 im neuen Neckar-Odenwald-Kreis aufging.

Am 1. September 1971 wurde Waldstetten eingemeindet.

## Politik

### Bürgermeister
Der Bürgermeister wird für acht Jahre direkt gewählt. Seit 2021 amtiert Christian Hauk.
Ehemalige Bürgermeister:
- 2013–2021: Adalbert Hauck
- 1989–2013: Ehrenfried Scheuermann

### Gemeinderat
In Höpfingen wird der Gemeinderat nach dem Verfahren der unechten Teilortswahl gewählt. Diese garantiert den Ortsteilen eine festgelegte Anzahl von Sitzen. Aus Höpfingen kommen mindestens elf, aus Waldstetten mindestens drei Gemeinderäte. Der Gemeinderat hat normalerweise 14 Mitglieder. Dabei kann sich die Zahl der Gemeinderäte durch Überhangmandate (Ausgleichssitze) verändern. 2024 besteht er aus 14 gewählten ehrenamtlichen Gemeinderäten und dem Bürgermeister als Vorsitzendem. Der Bürgermeister ist im Gemeinderat stimmberechtigt.
Die Kommunalwahl am 9. Juni 2024 führte zu folgendem Ergebnis.
| Parteien und Wählergemeinschaften | Parteien und Wählergemeinschaften                       | % 2024  | Sitze 2024 | % 2019 | Sitze 2019 | Kommunalwahl 2024 %50403020100 47,57 % (+3,67 %p)34,76 % (+1,06 %p)17,67 % (−4,73 %p) SPDCDUFW20192024 |
| SPD                               | SPD                                                     | 47,57   | 7          | 43,9   | 6          | Kommunalwahl 2024 %50403020100 47,57 % (+3,67 %p)34,76 % (+1,06 %p)17,67 % (−4,73 %p) SPDCDUFW20192024 |
| CDU/BL                            | Christlich Demokratische Union Deutschlands/Bürgerliste | 34,76   | 5          | 33,7   | 5          | Kommunalwahl 2024 %50403020100 47,57 % (+3,67 %p)34,76 % (+1,06 %p)17,67 % (−4,73 %p) SPDCDUFW20192024 |
| FW                                | Freie Wähler                                            | 17,67   | 2          | 22,4   | 3          | Kommunalwahl 2024 %50403020100 47,57 % (+3,67 %p)34,76 % (+1,06 %p)17,67 % (−4,73 %p) SPDCDUFW20192024 |
| gesamt                            | gesamt                                                  | 100,0   | 14         | 100,0  | 14         | Kommunalwahl 2024 %50403020100 47,57 % (+3,67 %p)34,76 % (+1,06 %p)17,67 % (−4,73 %p) SPDCDUFW20192024 |
| Wahlbeteiligung                   | Wahlbeteiligung                                         | 67,72 % | 67,72 %    | 63,7 % | 63,7 %     | Kommunalwahl 2024 %50403020100 47,57 % (+3,67 %p)34,76 % (+1,06 %p)17,67 % (−4,73 %p) SPDCDUFW20192024 |

### Wappen
Die Blasonierung des Wappens lautet: In Silber (Weiß) auf grünem Boden stehend der hl. Ägidius mit silberner (weißer) Albe, rotem Chorrock und roten Schuhen, schwarzer Stola und rot-bordierter silberner (weißer) Mitra, in der Rechten ein schwarzes Buch, in der Linken einen goldenen (gelben) Krummstab haltend, hinter ihm stehend eine schwarze Hirschkuh mit schwarzem Pfeil in der Brust.
Das Wappenbild, das den hl. Ägidius, den Patron der katholischen Pfarrkirche mit seinen Attributen zeigt, erscheint bereits in dem 1777 angefertigten Gerichtssiegel.

## Kultur und Sehenswürdigkeiten

### Museen
- Königheimer Höflein – Das Bauernhaus im Dorf

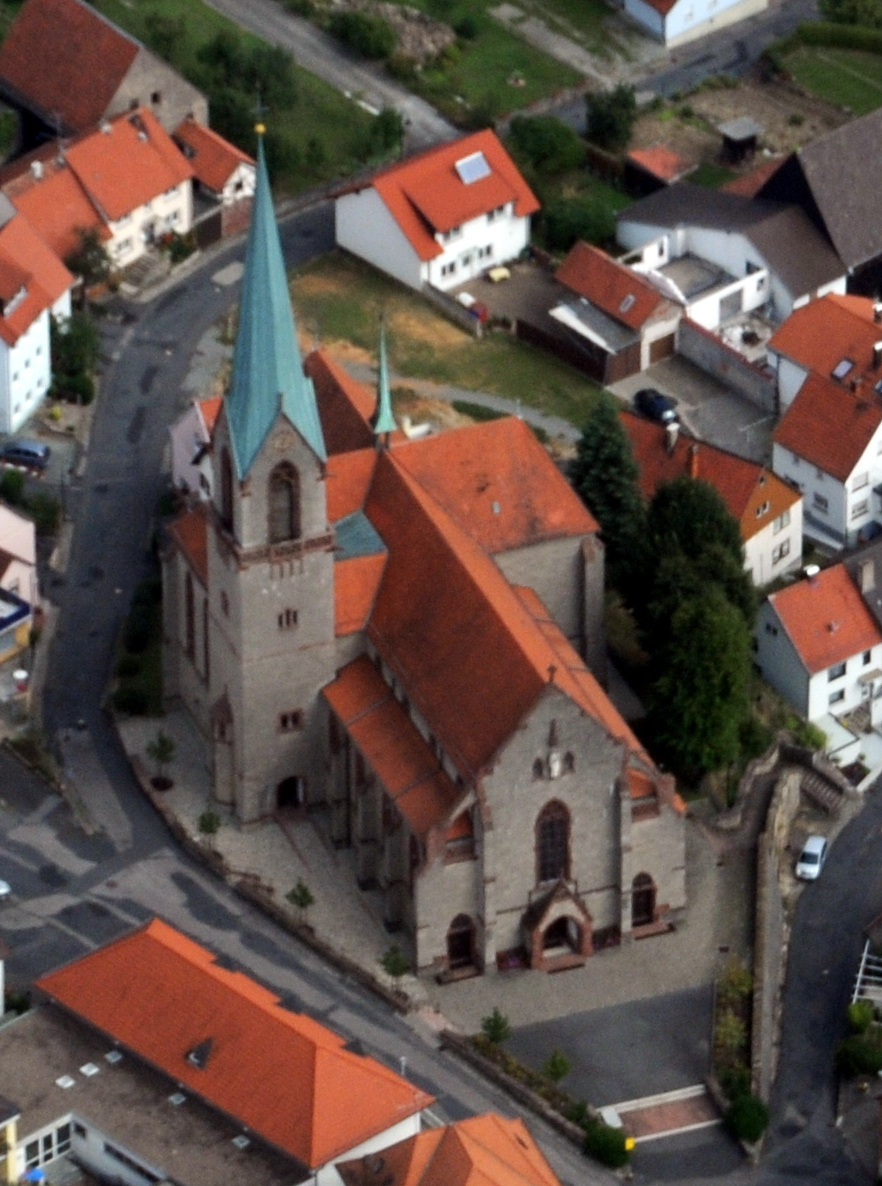
St.-Ägidius-Kirche

### Bauwerke
In der Region sind viele Bildstöcke, Flurkreuze und Kapellen sowie Madonnenstatuen an Hausfassaden zu finden, die dem „Madonnenländchen“ seinen Namen gaben. Auch in Höpfingen gibt es Heiligenfiguren an Häusern.
Die katholische St.-Ägidius-Kirche wurde zwischen 1906 und 1908 nach den Plänen von Ludwig Maier im neugotischen Stil erbaut.
Die St.-Justinus-Kirche in Waldstetten wurde 1710 als kleine Barockkirche gebaut und 1874 neobarock erweitert.

### Schönstattzentrum Mariengart Waldstetten
Das Schönstattzentrum Mariengart wurde 1982 im Höpfinger Ortsteil Waldstetten eröffnet. Das heutige Areal entstand in mehreren Abschnitten: Nachdem das Schönstattheiligtum mit Nebengebäude durch den Freiburger Weihbischof Wolfgang Kirchgässner am 12. September 1982 eingeweiht worden war, erfolgte 1989 ein Anbau mit dem Haus Mariengart als Bildungsstätte.

### Regelmäßige Veranstaltungen
- Fastnacht unter Regie der Fastnachtsgesellschaft Höpfemer Schnapsbrenner mit Prunksitzungen, Rathauserstürmung und Umzug am Rosenmontag
- Fischerfest des Sportfischervereins Höpfingen immer am letzten Sonntag im Juni
- Reit- und Springturnier des RFV Höpfinger Pferdefreunde e. V. im Juli
- TSV-Sportfest des TSV Frankonia 1911 Höpfingen
- Schlachtfest der FGH 70 Höpfemer Schnapsbrenner im Sommer
- Quetschenfest der Gemeinschaft der Höpfinger Vereine im Herbst
- Weihnachtsmarkt am ersten Adventswochenende
- Weihnachtskonzert des Musikvereins am 25. Dezember

## Infrastruktur und Wirtschaft

### Verkehr
Die Gemeinde liegt an der Bundesstraße 27 zwischen Walldürn und Hardheim.
Höpfingen lag früher an der Bahnstrecke Walldürn–Hardheim, die 1911 in Betrieb genommen wurde. Höpfingen war die einzige Zwischenstation an der 10 km langen Strecke. Der Personenverkehr wurde 1954, der Gesamtbetrieb 1999 eingestellt. Nachdem die Bundeswehr in Hardheim als Hauptnutzer der Bahnstrecke ausgestiegen war, wurden im Jahr 2004 die Gleisanlagen auf der Gemarkung Höpfingen entfernt. An die ehemalige Bahnstrecke erinnern der überwucherte Bahndamm, mehrere Brückenbauwerke und das privat genutzte ehemalige Bahnhofsgebäude.
Durch eine Alltagsroute aus dem Radnetz Baden-Württemberg ist Höpfingen über Hardheim und Königheim mit Tauberbischofsheim und in der anderen Richtung über Walldürn mit Buchen verbunden. In Walldürn besteht ein Abzweig Richtung Amorbach.
Durch die Gemeinde führt als Landes-Radfernweg der Odenwald-Madonnen-Radweg. Er beginnt in Tauberbischofsheim und führt über Walldürn, Buchen, Mudau, Mosbach und Heidelberg nach Speyer.

### Bildung
Höpfingen verfügt über eine Grundschule sowie vier Kindergärten. Darunter der katholische Kindergarten St. Lioba und im Ortsteil Waldstetten der Kindergarten St. Josef. Des Weiteren befindet sich im Eingangsbereich des Familienbades die Gemeindebücherei.

### Freizeit- und Sportanlagen
In der Gemeinde stehen mehrere Sport- und Leichtathletikanlagen sowie eine Kleinschwimmhalle zur Verfügung.

## Persönlichkeiten

### Ehrenbürger
- Karl Fürst, 32 Jahre Gemeinderat, 1963–1994 Bürgermeister-Stellvertreter, ehrenamtlich engagiert in mehreren Vereinen[10]
- 2005: Kosmas Hauck, 35 Jahre Gemeinderat, ehrenamtlich engagiert in mehreren Vereinen[11]
- 2005: Hubert Wörner, 33 Jahre Ortschaftsrat bzw. Gemeinderat, 1994–2004 Bürgermeister-Stellvertreter, ehrenamtlich engagiert in mehreren Vereinen[12]

### Söhne und Töchter der Gemeinde
- Michael Anton Müller (1689–1771), Großvater mütterlicherseits des preußischen Generalfeldmarschalls August Neidhardt von Gneisenau[13]
- Eduard Pfeifer (1811–1881), Musiklehrer, Instrumenten- und Orgelbauer
- Thomas Nörber (1846–1920), Erzbischof des Erzbistums Freiburg von 1898 bis 1920.
- Alois Dörr (1911–1990), Kommandant des Frauenlagers Helmbrechts des KZ Flossenbürg.
- Manfred Schell (* 1944), Journalist, Publizist und Manager
- Alois Gerig (* 1956), Politiker (CDU), 2009–2021 Mitglied des Deutschen Bundestages
- Gudrun Engel (* 1979), Journalistin
- Janine Tippl (* 1982), Musicaldarstellerin[14]

### Persönlichkeiten, die in Höpfingen wirken oder gewirkt haben
- Anselm Kiefer (* 1945), Maler und Bildhauer, hatte von 1988 bis 1991 in der ehemaligen Alten Ziegelei der Firma Ziegel- und Sägewerk Kaiser und Böhrer seine Werkstatt und sein Atelier